# Alex James
Steven Alexander James (Bournemouth, Dorset, Inglaterra, 21 de noviembre de 1968) es un músico, compositor y periodista británico. Conocido por ser el bajista de la banda Blur, también ha tocado con bandas temporales Fat Les, Me Me Me, WigWam y Bad Lieutenant.

## Biografía
Alex James nació el 21 de noviembre de 1968 en Boscombe, Bournemouth y asistió a la escuela primaria estatal Bournemouth School, en donde comenzó a tocar en bandas. Cita a los Beatles como inspiración para dedicarse a la música, manifiesta que: ″Estaba fuera de la escuela con varicela cuando le dispararon a John Lennon en 1980. Pasé la semana viendo una grabación en VHS de la película de los Beatles Help!, que se transmitió por televisión el día en que murió. Todavía la veo una vez al año. Luego compré un cancionero de los Beatles y una guitarra, descubrí las formas de los acordes y comencé a rasguear y cantar. Nunca miré hacia atrás".
En 1988, Alex James conoció a su futuro compañero de banda Graham Coxon en Goldsmiths College, en donde Alex James estudió el idioma francés. Pronto tuvieron lugar las presentaciones con el viejo amigo de la escuela de Coxon Damon Albarn y Dave Rowntree; en ese momento, Albarn y Rowntree eran parte de una banda llamada Circus.
En 1989, Alex James se unió a la nueva banda de Coxon, Albarn y Rowntree, Seymour, que más tarde pasaría a llamarse Blur. Si bien ha estado en la banda desde entonces, ahora describe la experiencia como "una vida pasada".
A pesar de esto, Blur se juntó con su compañero de banda Graham Coxon para actuar en el Festival de Glastonbury, Hyde Park, Oxegen y T in the Park durante el verano de 2009. También tocaron los espectáculos en Goldsmiths College, Essex Museum y otros lugares en el Reino Unido y Europa. Blur encabezó un espectáculo en Hyde Park para la ceremonia de clausura de los Juegos Olímpicos de Verano de 2012. En 2013, la banda actuó en el Rock Werchter de Bélgica, las fechas española y portuguesa del festival Primavera Sound, y el Festival de Música y Arte de Coachella Valley en los Estados Unidos.

## Carrera profesional
Alex James es el único miembro del grupo que no es procedente de Colchester, pues allí conoció al futuro miembro de la banda Graham Coxon en el Colegio Goldsmith´s, en donde los dos estaban estudiando, y fue presentado a Damon Albarn y a Dave Rowntree, quienes por esa época estaban en una banda llamada "Circus". Poco a poco se fueron uniendo y fundaron una nueva banda, "Seymour", en 1989, que más tarde sería renombrada como "Blur".
A diferencia de sus compañeros Damon Albarn y Graham Coxon, Alex James no ha publicado ningún material como solista, aunque ha estado involucrado en otros proyectos. En 1998 formó Fat Lest con Keith Allen, Damien Hirst y otros, y grabaron el sencillo "Vindaloo", el cual llegó al número 2 en el Singles Chart del Reino Unido. Además, trabajó en un proyecto paralelo llamado Me Me Me con Stephen Duffy, y ha coescrito canciones para Marianne Faith y Sophie Ellis Bextor, con quien trabajó en una serie de canciones en su primer álbum Read my Lips. También coescribió y coprodujo Move This Mountain!, y coprodujo I believe con Sophie Ellis Bextor y Ben Hillier, en los que además tocaba la batería. Por último, también se unió a su amigo cantante y escritor Betty Boo, en una banda llamada "WigWam".
Alex James escribe para los periódicos británicos The Independent y The Observer, así como para la Q Magazine y The Idler. También presentó la secuencia de la tarde en la "Radio 6 BBC" entre el 8 y 26 de agosto de 2005.
Tenía un serio interés por el espacio y el viaje espacial, en el cual le llevó a involucrarse en ayuda del proyecto Beagle 2, de la investigación sobre el planeta Marte. Su obsesión con el espacio está ilustrada además en la letra de la canción "Far Out", en Parklife, en la cual Alex James canta a una lista de lunas y estrellas.
James está casado con Claire Neate, productora de vídeos. Tiene cinco hijos: Galileo James, Beatrix James, Artemis James, Sable James y Geronimo James
Alex James fue vegetariano durante 17 años, pero abandonó el vegetarianismo después de vivir en una granja de ovejas.
El 28 de enero de 2008, la BBC presentó The Cocaine Diaries, un documental realizado por Alex James en Colombia gracias a una invitación del presidente colombiano, Álvaro Uribe. Durante la realización del documental, Alex James tuvo oportunidad de hablar con gran parte de la gente involucrada en el negocio de la cocaína, desde un agricultor hasta un asesino a sueldo. También acompañó a la policía colombiana durante sus tareas para combatir a los narcotraficantes.
Actualmente Alex James está involucrado junto a Bernard Sumner, Stephen Morris formadores de New Order y el guitarrista Phil Cunningham (asistente en la última etapa de New Order) en un nuevo proyecto llamado Bad Lieutenant, cuyo álbum debut salió al mercado el 5 de octubre de 2009.